# Ubris (revue)
Ubris est une revue littéraire éditée par l'université du Maine. Stephen King y a publié certaines de ses premières nouvelles alors qu'il était étudiant, notamment En ce lieu, des tigres, La Révolte de Caïn, Le Printemps des baies et Une sale grippe.